# Felicitas Guerrero
Felicitas Guerrero, nacida como Felicia Antonia Guadalupe Guerrero y Cueto (Buenos Aires, 26 de febrero de 1846 – Buenos Aires, 30 de enero de 1872), fue una adinerada dama porteña, considerada en su época como la "mujer más bella de Argentina", cuya vida terminaría en forma trágica, inspirando la imaginación de diversos escritores y alcanzando status de leyenda de Buenos Aires.

## Biografía

### Origen familiar y primeros años
Felicitas Guerrero nació el 26 de febrero de 1846 en la calle México de la ciudad de Buenos Aires, capital de la provincia homónima, que formaba parte de la entonces Confederación Argentina. Fue la primogénita de once hijos del matrimonio formado por el español Carlos José Guerrero y Reissig (n. Málaga, 1817 – f. Buenos Aires, 12 de enero de 1896) y de Felicitas Cueto y Montes de Oca (n. Buenos Aires, 1822 – f. ib., 8 de noviembre de 1906).
Sus abuelos paternos eran los malagueños Antonio Guerrero (m. 1818) y Antonia Reissig Ruano, tía del empresario industrial Eduardo Huelin Reissig y descendiente del linaje Reissig de Hamburgo del Imperio germánico, instalado en Andalucía desde el siglo XVIII, quien fuera un comerciante naviero, además de administrador de uno los campos de la familia Álzaga, en la provincia bonaerense. Por el lado materno, era nieta de Manuel Cueto de la Mata (n. ib., 11 de mayo de 1779) y Catalina Montes de Oca (n. ib. 9 de enero de 1803).
Los diez hermanos menores de Felicitas fueron los siguientes:
- Carlos Francisco Guerrero Cueto (Buenos Aires, 8 de diciembre de 1847 - m. 1923), el cual se unió en matrimonio en 1876 con María Ignacia Rodríguez Gaete Castro (n. 1854 - 26 de enero de 1922), con quien tuvo cinco hijos.
- Antonia Manuela Agustina Guerrero Cueto (ib. 28 de agosto de 1849 - ib. 27 de mayo de 1920), casada en primeras nupcias con Nicanor Benito Albarellos Lavalleja (n. 1846 - m. 1923).
- María Guerrero Cueto (ib., 1851 - ib. 1924), casada el 29 de mayo de 1875 con Remigio Molinas del Rivero (Corrientes, 5 de septiembre de 1851 - Buenos Aires, 18 de septiembre de 1927).
- Catalina Gerarda Guerrero Cueto (ib. 1852 - 1945), enlazada con Guillermo Martínez Ituño (1852 - 1921).
- Luis Gonzaga Juan Antonio Guerrero Cueto (ib. 1854 - 27 de noviembre de 1906), pintor casado en primeras nupcias en Montevideo el 11 de abril de 1887 con María Amelia Lavalleja (m. 4 de marzo de 1906), con quien tuvo una hija; y en segundas nupcias, el 24 de noviembre de 1906, con Adela Pérez del Cerro Lezica (n. ¿?, 1871).
- Antonio Tomás Saturnino Guerrero Cueto (ib. 7 de marzo de 1857 - m. 10 de enero de 1938), unido en matrimonio desde el 21 de mayo de 1897 con María O’Connor Pardo (Colón, Entre Ríos, 26 de octubre de 1870 - ib. 8 de mayo de 1968), con quien concebiría un hijo.
- Manuel Justo Guerrero Cueto (ib. 16 de mayo de 1858 - m. 1931), casado el 1 de mayo de 1893 con su prima Raquel Valeria Benita Cárdenas Cueto (n. 21 de marzo de 1866), con la que tendría tres hijos.
- Enrique Teodoro Rosa Guerrero Cueto (ib. 30 de agosto de 1860 - m. 1920), enlazado en primeras nupcias el 2 de julio de 1885 con Cornelia Villar (n. Gualeguaychú, 1869), con la que tuvo a una hija; y en segundas nupcias, el 15 de noviembre de 1915, con Eloísa Sánchez Sorondo.
- Jorge Segundo Guerrero Cueto (ib., 1 de junio de 1862 - ib., 2 de febrero de 1940), casado el 9 de agosto de 1886 con Delfina Duportal (n. ib., 1867).
- José Manuel Guerrero Cueto (ib., 1 de agosto de 1864 - m. 1929), enlazado desde el 15 de julio de 1899 con Luisa Guerrero Catalán (Monteros, 3 de marzo de 1879 - m. 20 de marzo de 1972), con quien tuvo cuatro hijos.

### Matrimonio con Álzaga

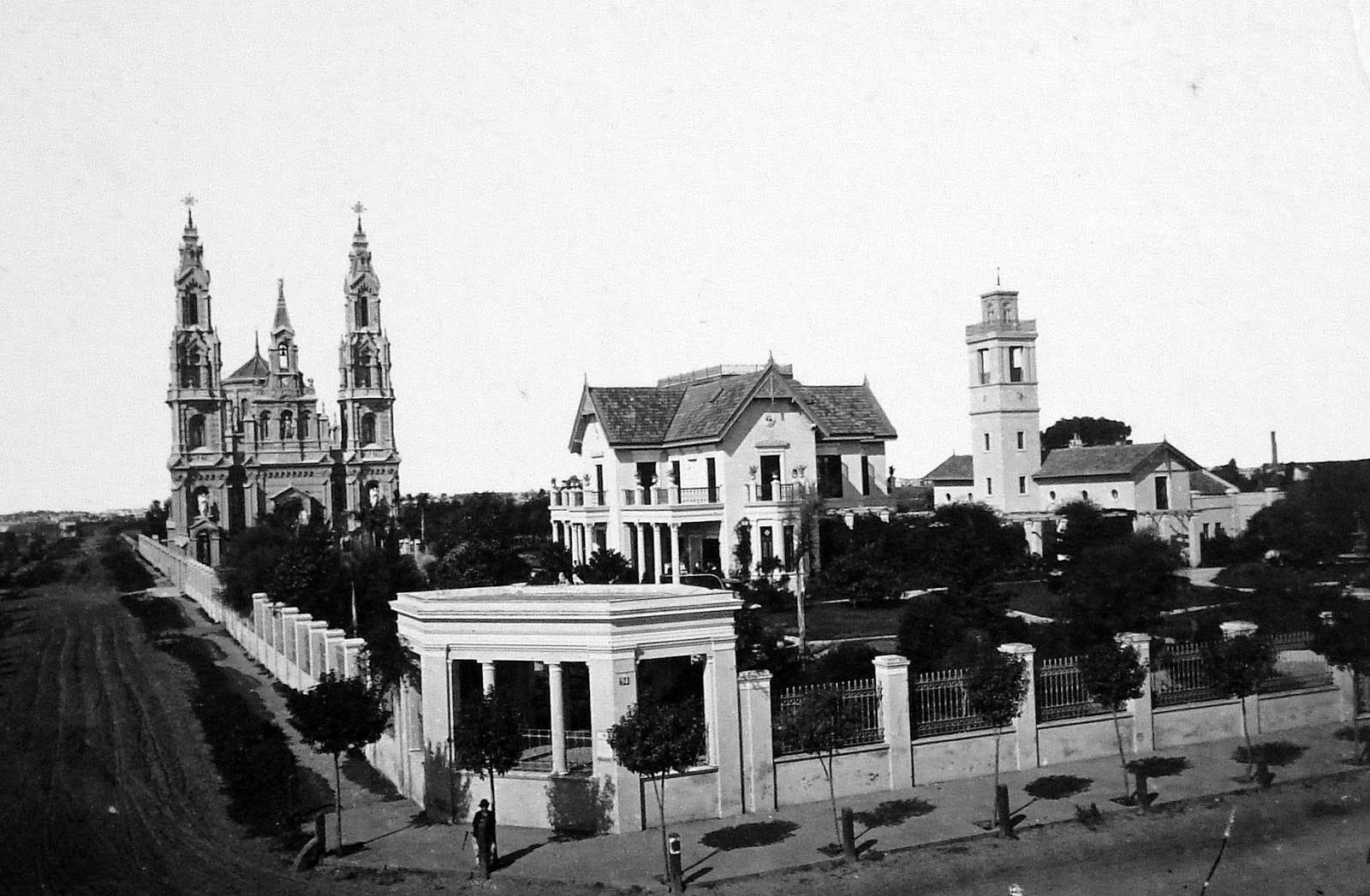
La «Quinta de los Guerrero» (antigua «Quinta de Álzaga», actualmente Plaza Colombia) en Barracas hacia 1880, donde fue asesinada Felicitas en 1872.

Felicia Guerrero y Cueto contrajo matrimonio el 2 de junio de 1864 con Martín Gregorio de Álzaga y Pérez Llorente (n. Buenos Aires, 12 de marzo de 1814), hermano de Ángela Isaura —enlazada en segundas nupcias el mismo año con el hacendado José Gregorio de Lezama— y primogénito del general Félix de Álzaga, además de ser nieto del vasco-español Martín de Álzaga, último alcalde realista de Buenos Aires, que fue un héroe de las invasiones inglesas pero que, por la asonada homónima, fuera fusilado dos años después de los acontecimientos que siguieron a la Revolución de Mayo. 
Felicitas había implorado a sus padres que no le concedieran su mano a Álzaga, debido a la gran diferencia de edad con su pretendiente: ella tenía 18 años y él 50. Pero su padre se negó y consideró propicia la unión, ya que su futuro esposo poseía varias extensiones de tierras y gran riqueza.
Del matrimonio entre Martín Gregorio de Álzaga y Felicitas Guerrero nacerían dos hijos, pero ninguno sobreviviría la temprana infancia: 
- Félix Francisco Solano de Álzaga Guerrero[6][13] (Buenos Aires,[13] 24 de julio[13] de 1866[13] - ib., 3 de octubre de 1869),[14] quien falleciera a los tres años debido a la fiebre amarilla que asolaba a la ciudad en ese entonces.[14]
- Martín de Álzaga Guerrero[6] (n. y f. Buenos Aires, 2 de marzo de 1870), quien falleciera al nacer, al día siguiente de enviudar Felicitas.[6][15]

### Viuda heredera y compromiso con Sáenz Valiente
El 1 de marzo de 1870 fallecería Martín de Álzaga,cuando ella tenía 24 años y un avanzado estado de embarazo que perdería al día siguiente. Álzaga la había nombrado heredera de todos sus bienes. Su belleza y su riqueza se constituían en razones más que suficientes para ser una de las mujeres más solicitadas por diversos pretendientes que compartían junto a ella veladas en los salones literarios.Entre ellos se encontraba Enrique Ocampo Regueira (n. Buenos Aires, 15 de julio de 1839) —tío abuelo de la escritora Victoria Ocampo—, que la conocía y pretendía desde antes de su matrimonio.

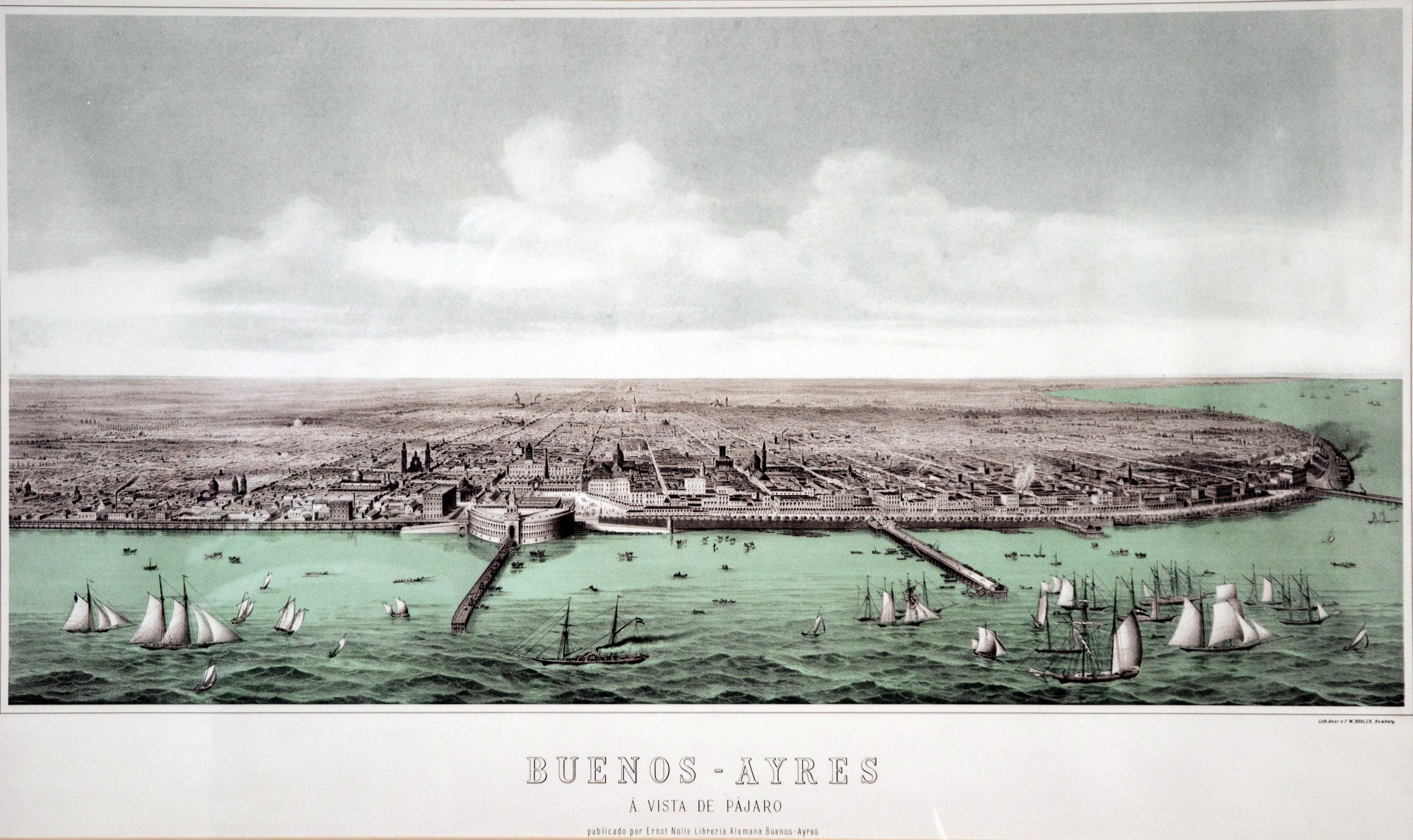
Buenos Aires a vista de pájaro (litografía de D. Dolin, ca. 1865).

En noviembre de 1871, Felicitas y unos amigos que se encontraban en la estancia «Laguna de Juancho» —que tenía salida al mar y estaba ubicada en el actual partido de General Madariaga—, decidieron viajar hacia la estancia «La Postrera» en el actual partido de Castelli,que el fallecido Álzaga había comprado a la viuda de Ambrosio Crámer y que era ahora herencia de Felicitas.
En el trayecto, el grupo fue sorprendido por una tormenta que repentinamente oscureció el cielo, provocando que el cochero perdiera su rumbo. Felicitas Guerrero, entonces, hizo detener el carruaje y de pronto un jinete se acercó, diciéndole: "Es mi estancia, que es la suya, señora". El hombre que los había auxiliado era el joven Samuel Sáenz Valiente, dueño de las tierras en donde se habían extraviado. Felicitas y su pareja amiga terminaron guareciéndose en esa estancia. Samuel la halagó y atendió con tal caballerosidad que provocó que la joven viuda se enamorara de él.
Al poco tiempo, empezaría a correr el rumor de que la joven había encargado un vestido a París, y sería de la propia boca de Felicitas que Ocampo escucharía sobre la confirmación de sus sentimientos hacia Sáenz Valiente y su negativa ante sus propuestas.  
Desde ese momento comenzaría a sufrir el acoso del pretendiente despechado.

### Asesinato

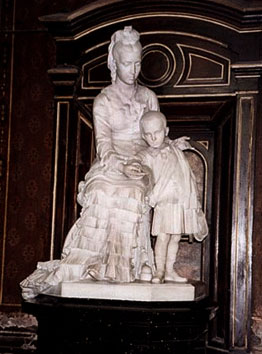
Felicitas junto a su hijo Félix (escultura realizada por Antonio Pasaglia para la iglesia erigida en su honor).

En enero de 1872, Felicitas estaba muy atareada por los preparativos de su boda y por la inauguración de un puente de hierro del Ferrocarril del Sud sobre el río Salado, en la vecindad de su estancia «La Postrera». La empresa ferroviaria era de un acaudalado hombre de negocios y propietario rural británico, Edward Lumb, siendo su primer gerente general Edward Banfield, cuya corporación estaba integrada por británicos y argentinos, siendo garantes, y algunos de ellos, directores también, José Gregorio de Lezama, Ambrosio Plácido de Lezica, Federico Elortondo, Thomas Armstrong, George Drabble, Henry Harratt, John Fair y Henry Green.
La inauguración del puente era uno de los principales actos conmemorativos de la batalla de Caseros, que había derrocado al brigadier general Juan Manuel de Rosas veinte años atrás. El puente, que llevaría el nombre de Ambrosio Crámer —un estanciero unitario revolucionario de los Libres del Sur que había sido degollado por los federales rosistas—, era importado por el ingeniero Luis Augusto Huergo desde el Reino Unido y se extendería unos ciento setenta metros, siendo una importante insignia del progreso. Felicitas había sido nombrada madrina de la obra: su difunto marido, Martín de Álzaga, también había participado de aquel movimiento anti-rosista.
El 29 de enero, Felicitas arribó a tiempo para su fiesta de compromiso en la quinta de Barracas tras hacer compras en el centro de Buenos Aires, Al llegar, su tía Tránsito Cueto le avisó que allí se encontraba Ocampo y que deseaba hablar con ella. Ocampo había estado bebiendo en la «Confitería del Gas», ubicada en la esquina de las actuales calles Rivadavia y Esmeralda de la actual Plaza Roberto Arlt, y se había presentado en la quinta insistiendo que le urgía verla. Felicitas le rogó a Tránsito que lo despidiera con cualquier excusa. Finalmente accedió y le solicitó a su tía que indicara a Ocampo que la esperase en la sala de invitados o en su escritorio.

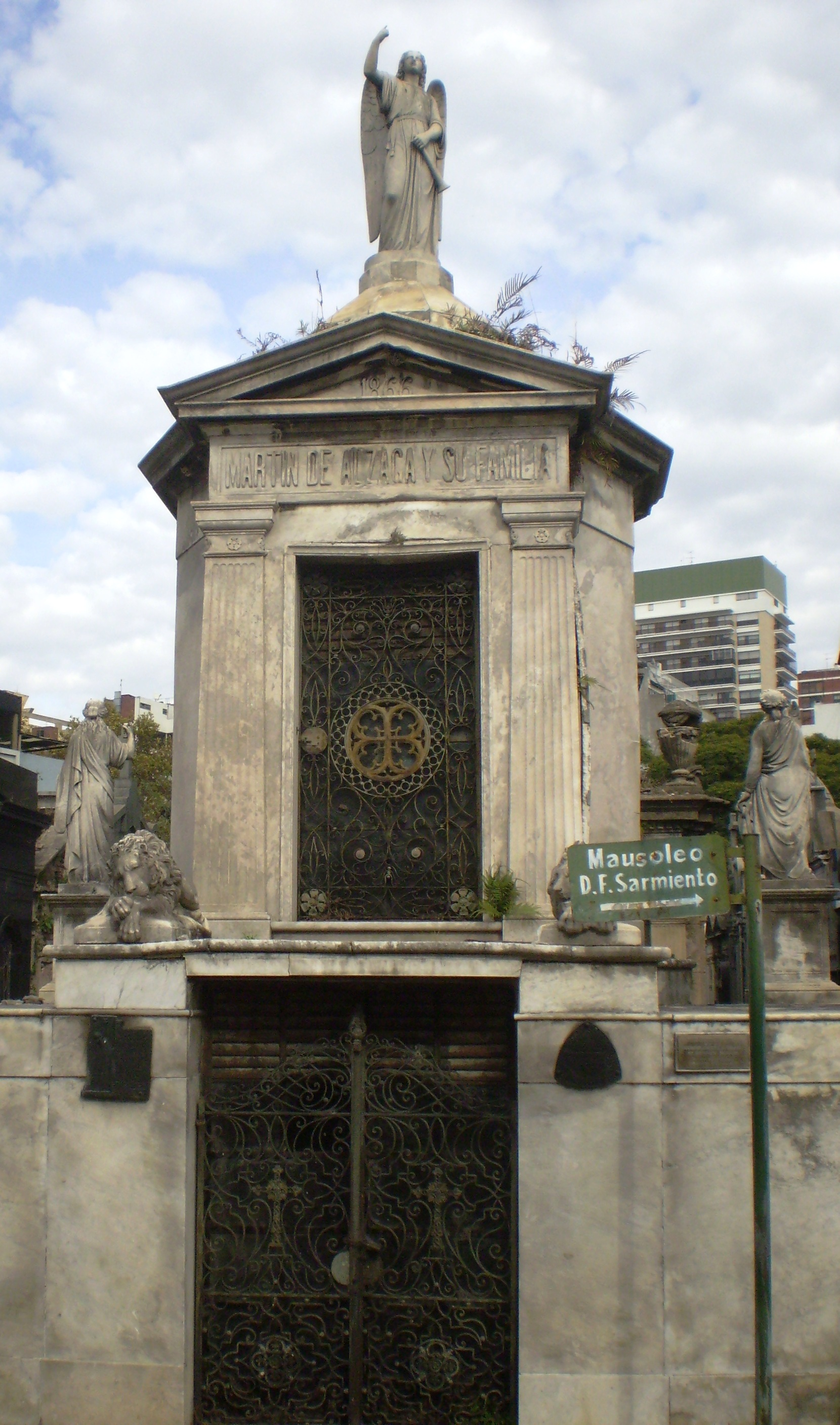
El mausoleo de Felicitas Guerrero en el Cementerio de la Recoleta.

Tras subir a sus habitaciones para dejar sus pertenencias y colocarse el vestido elegido para la fiesta, Felicitas bajó a saludar a su familia y a su prometido y luego se presentó en el jardín donde se hallaban los invitados. Pidió que la excusaran ya que estaba aguardándola Ocampo, ofreciéndose sin éxito su amiga —Albina Águeda Casares y Rodríguez Seguí— para acompañarla. Su hermano Antonio Guerrero (de 14 años de edad) y su primo Cristián Demaría (de 22 años) la escoltarían en secreto y escucharían a través de la ventana del jardín para protegerla.
La reunión con Ocampo pronto se tornó violenta y se lo oyó gritar: "¿Te casás con Samuel o conmigo?". Ocampo sacó un arma Lefaucheux calibre 48 de su bolsillo. Felicitas trató de escapar a través del jardín ubicado entre la mansión y el oratorio familiar —la actual sacristía de la iglesia Santa Felicitas—, pero él le disparó por la espalda, hiriéndola a la altura del omóplato derecho. 
Ocampo acabó muerto, sin que se esclarezca si por mano propia o asesinado por parientes de su víctima. Algunas versiones apuntaron a Demaría o a los hermanos de Felicitas, o incluso a una legítima defensa por parte de un caballero presente en la fiesta.Tras tomar declaraciones, el juez de la causa, el doctor Ángel Justiniano Carranza, lo declararía "suicidio".
Felicitas fue asistida por los doctores Manuel Blancas y Mauricio González Catán.La bala había dañando seriamente la médula espinal y varios órganos y fallecería en la siguiente mañana, el 30 de enero de 1872.
Su cuerpo fue enterrado en el cementerio de la Recoleta. El día del funeral también enterraban allí a Ocampo, y ambos cortejos se encontraron en la entrada del lugar, ya que era el cementerio de las familias acaudaladas de la época.

## Construcción de la Iglesia Santa Felicitas en su honor
La noticia del hecho horrorizó a la sociedad porteña. Al no tener hijos que la sobrevivieran, los padres de Felicitas fueron los únicos herederos de la fortuna que ella misma heredara de su difunto esposo. En su memoria, decidieron construir una iglesia en el mismo lugar en donde había fallecido.

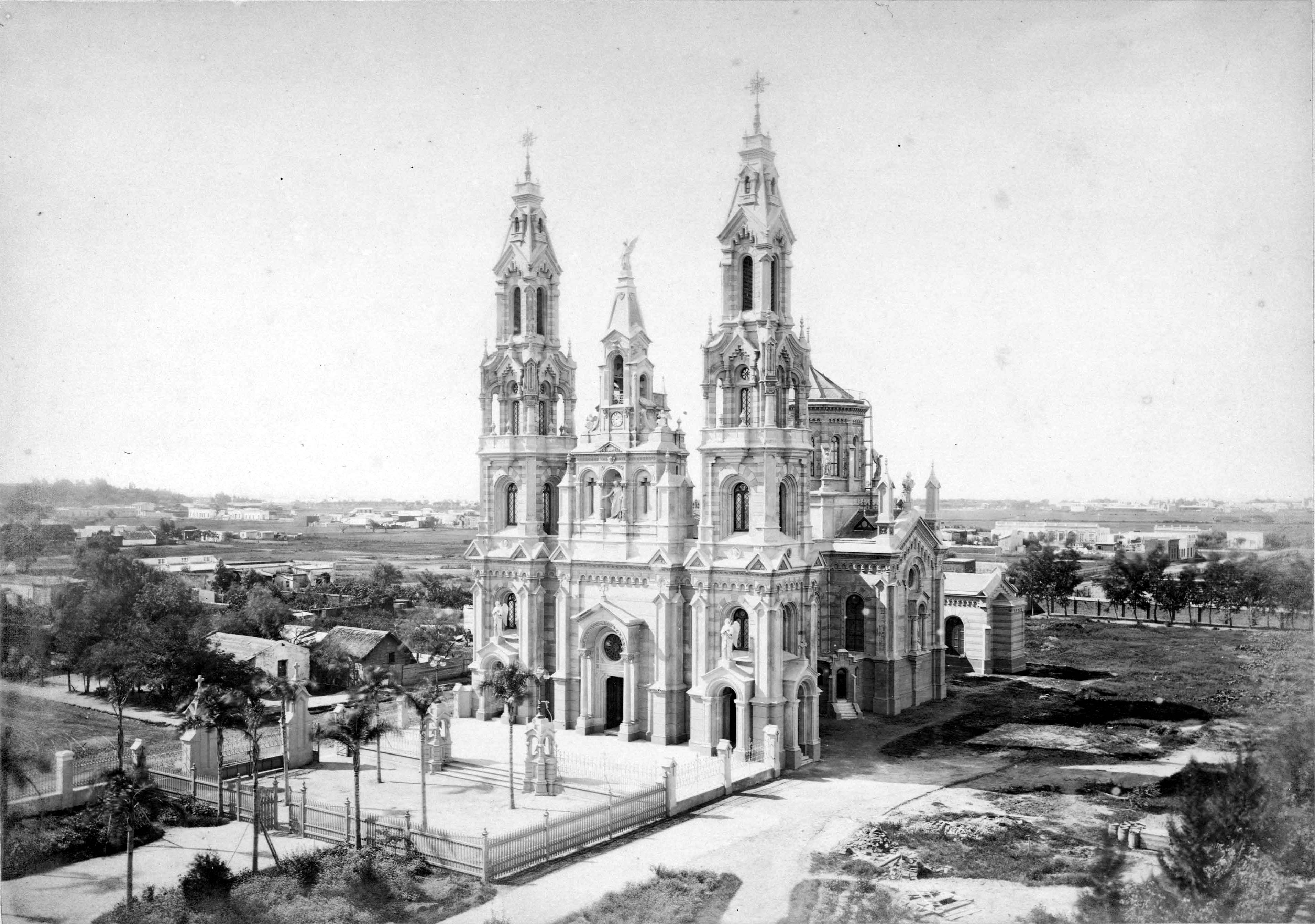
La iglesia Santa Felicitas (ca. 1880).

Dicha iglesia aún se alza en los terrenos que fueron la quinta de los Guerrero, en la calle Isabel La Católica 520, entre Brandsen y Pinzón, frente a la Plaza Colombia en el barrio de Barracas. Al lado de la misma está el actual Instituto Santa Felicitas de San Vicente de Paul.
La iglesia Santa Felicitas fue obra del arquitecto Ernesto Bunge y no posee un estilo arquitectónico definido. En su interior se pueden observar combinaciones de mármoles, estucos y detalles pictóricos. Posee tres altares realizados en mampostería policromada y vitrales provenientes de Francia. Las arañas están adornadas con caireles de cristal y también se encuentra un reloj inglés con carrillón. El órgano del recinto es de origen alemán y cuenta con 783 tubos.
En los jardines aledaños existe una reproducción de la Gruta de Lourdes, obra dirigida por el ingeniero G. Kreutzer.

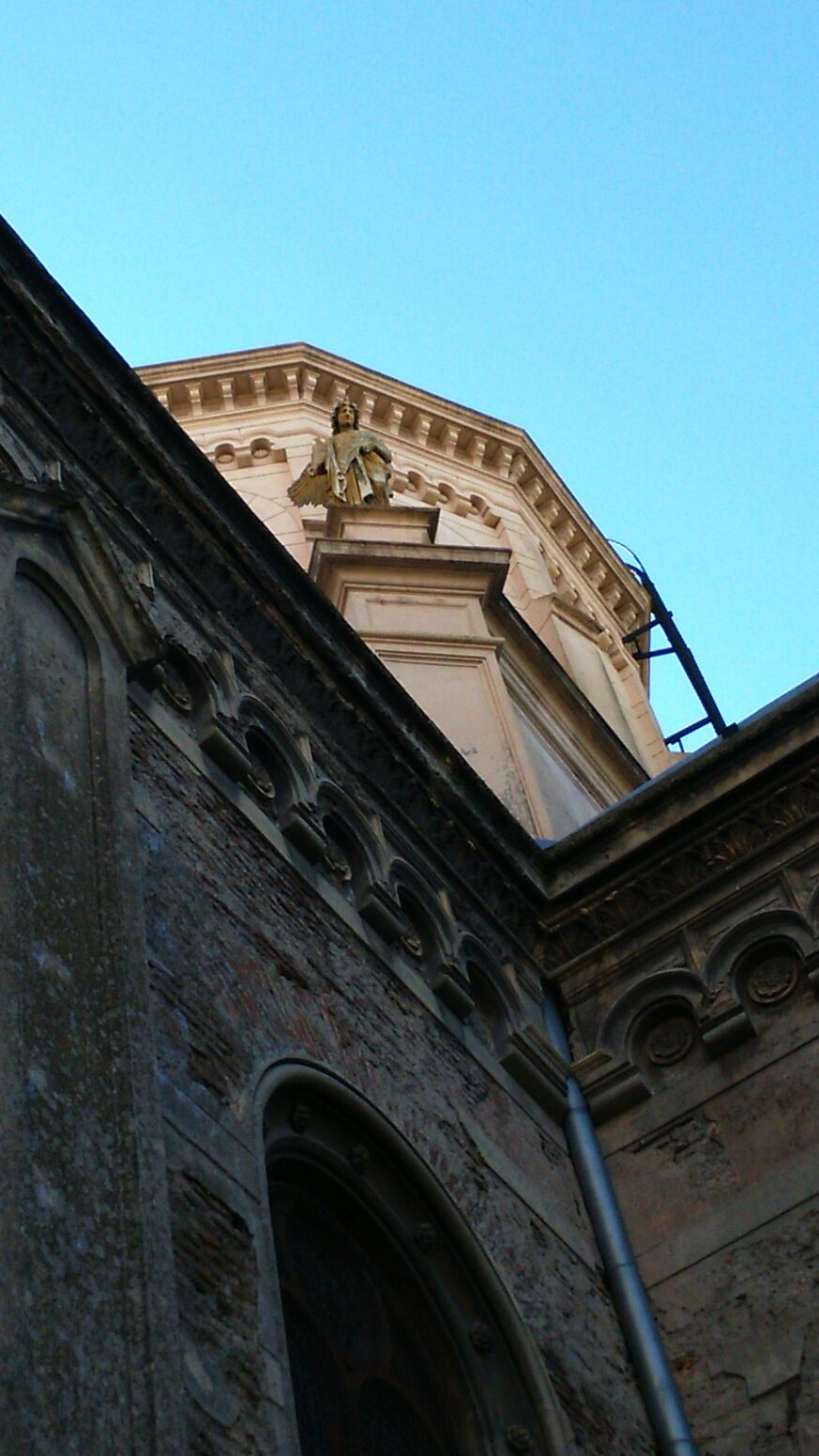
Imagen de la iglesia de Santa Felicitas

Existe el mito de que debido a la tragedia del asesinato de Felicitas y la muerte de su hijo Félix, nadie ha querido casarse o bautizar a sus hijos en esa iglesia. En verdad, el motivo es que la iglesia no es una parroquia, por lo cual no está autorizada para impartir sacramentos.   
En las rejas de la iglesia es frecuente ver atadas cintas blancas. Se trata de pedidos de amor encomendados a Felicitas.

### Vitrales de la iglesia
El templo está formado por 28 vitrales de un gran valor patrimonial realizados por el francés Gustave Pierre Dagrant, los cuales están distribuidos por la nave principal y en los laterales de los tres altares que conforman el crucero. Según se aprecia, en todo el crucero hay vitrales conformados por santos conocidos y poco conocidos. En el retablo y Altar de San Martín de Tours, se aprecia en un vitral a Santa Ludmila y en la nave central a Nuestra Señora de Guadalupe y a San Félix. Según dicen, todos son en memoria y honor de los miembros de la familia Guerrero, pero no hay nadie que pueda confirmar este mito. 
La originalidad de estos vitrales consiste en que están formados por un nicho principal con una imagen de la Virgen del Rosario de madera tallada y policromada y dos vitrales iluminados por picas de gas de carburo.

### Misas
Se celebran misas los viernes y sábados a las 18 (el templo abre a las 17) y los domingos a las 10:30 (la iglesia abre a las 9:30).

## Cultura popular
La historia de Felicitas Guerrero se ha trasladado al cine y al teatro. 
En 2001, Alexis Puig dirigió el documental El retrato de Felicitas. Asimismo, en 2009 se estrenó la película Felicitas, la película, dirigida por Teresa Costantini, también basada en la vida de Felicitas.
En 2014, se estrenó la obra teatral La bella en su jaula, de Rubén Mosquera y protagonizada por Zoé Bertona, enfocada en la última noche de Felicitas antes de su asesinato. La obra regresó a los escenarios frecuentemente.